# Quartet de corda núm. 3 (Nielsen)
El Quartet de corda núm. 3 en mi bemoll major de Carl Nielsen, op. 14, va ser compost entre el 1897 i el 1898. El tercer dels quatre quartets de corda de Nielsen de la sèrie oficial, es va estrenar en privat a Vor Forening (La nostra societat) l'1 de maig de 1899 amb Anton Svendsen, Ludvig Holm, Frederik Marke i Ejler Jensen com a intèrprets.

## Origen i context
El 1897 i el 1898, Nielsen era un home ocupat. No només es preparava per escriure una òpera (Saul og David), sinó que passava els estius cuidant la granja dels seus sogres prop de Kolding a Jutlàndia. Nielsen va tenir una experiència desafortunada quan va intentar lliurar els moviments tercer i quart per a la còpia en net. Quan va arribar a casa del copista, va veure un cavall estirat i en dificultats davant d'un carro. Va donar el rotlle de partitures a un noi i va ajudar el cavall a aixecar-se. Però en només uns minuts, el noi havia desaparegut amb el rotlle. Nielsen va haver d'escriure-ho tot de nou.

## Recepció

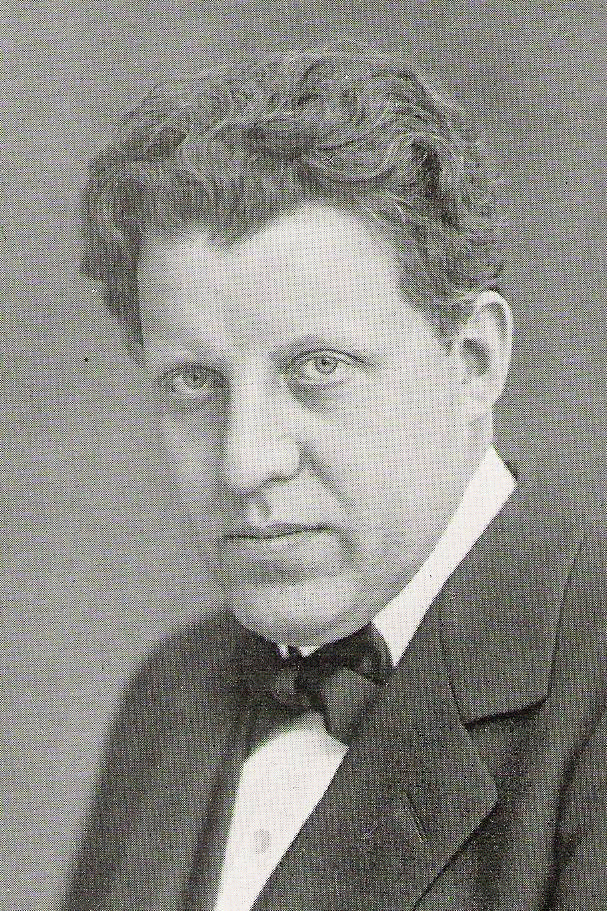
Georg Høeberg, líder del Quartet Høeberg

Sembla que hi va haver més d'una representació privada de l'obra, però el tercer quartet es va interpretar per primera vegada en públic en un concert el 4 d'octubre de 1901 a la petita sala del Palau Odd Fellows de Copenhaguen. Va ser el primer concert de música de cambra del recentment format Høeberg Quartet, format per Georg Høeberg, Louis Witzansky, Anton Bloch i Ernst Høeberg.
Tot i que els crítics van elogiar els músics, no tots van elogiar la música. A Nationaltidende, Gustav Hetsch va comentar que el primer moviment "sembla pertànyer al tipus de música que és esplèndida de llegir en el paper pautat, però que en realitat sona espantosa. Els pocs moments en què enteníem el punt musical quedaven ofegats pel soroll cacofònic de la resta." Però li va agradar l'Andante, "que té un estat d'ànim molt elevat... Hi ha un horitzó ampli, una riquesa d'estrelles en el firmament i xiprers alts en aquesta música, que és tan moderna que recorre a les línies amples i als colors senzills del passat." Les altres crítiques van ser igualment negatives respecte al primer moviment.

## Altres interpretacions
L'obra es va interpretar moltes vegades durant la vida de Carl Nielsen per diversos quartets, incloent el Quartet Høeberg i el Quartet Breuning-Bache. Peder Møller i Emil Telmányi van ser alguns dels primers violinistes a tocar-la. El 1925, es va interpretar en el primer dels tres concerts a la sala cerimonial de la Universitat amb motiu del seixantè aniversari del compositor. La crítica de Politiken va destacar "el quartet en mi bemoll major i la seva indiscutible mestria, el seu triomf més gran en aquest gènere musical, poderós i viril, profundament poètic, amb gràcia pastoral, valentament ambiciós." També hi va haver ressenyes positives de les actuacions a Alemanya el 1902.

## Música
- El primer moviment, Allegro con brio, amb els seus efectes contrapuntístics, és atrevit i assertiu.
- El segon moviment, introduït per un breu Andante sostenuto, condueix al tema principal interpretat pel primer violí, que aviat es desenvolupa en una complexitat harmònica dramàtica.
- L'Allegretto pastorale del tercer moviment és liderat pel primer violí, amb l'acompanyament imaginatiu dels altres instruments. Hi ha un sorprenent Presto abans que el primer violí corri a través d'una sèrie de trios interromputs per acords de doble parada. A continuació, experimentem un interludi líric abans de tornar a la secció principal.
- El finale comença amb un enèrgic Allegro coraggioso, abans que el tema principal doni pas a un segon tema amb una sèrie de fugues i un atractiu intermezzo pizzicato.